# نيتروغليسرين
النيتروغليسرين أو ثلاثي نترات الجلسرين لأنه إستر. مادة سائلة زيتية لا لون لها، وهي شديدة الحساسية للصدمات والارتجاج، شديدة الانفجار وهي أساس مركب الديناميت. اكتشفها العالم الإيطالي سكانيو سوبريرو ويتم الحصول عليه بتقطير الغليسيرين بنسبة ثلاثة على خليط من حمضين مركزين هما حمض الكبريتيك وحمض النيتريك بنسبة واحد، ولكن استخدامه حدد لأنه ينفجر بمجرد التداول الغير حذر إلى ان مرت 100 سنة حتى اكتشف ألفرد نوبل طريقة لجعله آمنا بحيث تم خلطه مع التراب وأيضا خلطه مع القطن ومع النترو سيلولوز ومع كل مادة تضاف إلى الجليسرين لتقليل حساسيته.
```
يتم الحصول على شكل للديناميت فتم الحصول على الديناميت الجيلاتيني والصلب وغيرها، وبطرق معينة على البارود اللا دخانى...وللديناميت عيوب منها أنه تنقص قوته مع مرور الوقت ولكن في ايامه الأولى من تصنيعه يكون أقوى.وقد استعمل الديناميت في تفجير قطارات مدريد.
```

في الطب، على مدى أكثر من 130 عامًا، تم استخدام النتروجليسرين كموسع وعائي قوي (تمدد نظام الأوعية الدموية) لعلاج أمراض القلب، مثل الذبحة الصدرية وفشل القلب المزمن. على الرغم من أنه كان معروفًا من قبل أن هذه التأثيرات المفيدة ترجع إلى تحويل النتروجليسرين إلى أكسيد النيتريك، وهو مبيد عديم قوي، لم يكن حتى عام 2002 اكتشاف أنزيم هذا التحويل ليكون ديهيدروجيناز ألدهيد. يتوفر النتروجليسرين في أقراص تحت اللسان وبخاخات وبقع.

## التاريخ
كان النتروجليسرين أول تفجير عملي تم إنتاجه أقوى من المسحوق الأسود. تم تصنيعه لأول مرة من قبل الكيميائي الإيطالي اسكانيو سوبريرو في عام 1847، في إطار عمل Théophile-Jules Pelouze في جامعة تورينو. سوبريرو دعا في البداية اكتشافه للبيروجرسيرين وحذر بشدة من استخدامه كمتفجرة.
اعتمد النتروجليسرين فيما بعد كمتفجّر مفيد تجاريا من قبل ألفريد نوبل، الذي جرب طرقًا أكثر أمانًا للتعامل مع المركّب الخطر بعد أن قُتل شقيقه الأصغر إميل أوسكار نوبل، وعدة من عمال المصانع في انفجار في مصنع نوبل للأسلحة عام 1864 هيلينبورج، السويد.
بعد عام واحد، أسس نوبل شركة ألفريد نوبل في ألمانيا وقام ببناء مصنع معزول في تلال كروميل في غيزتاخت بالقرب من هامبورغ. قامت هذه الشركة بتصدير تركيبة سائلة من النتروجليسرين والبارود تسمى «النفخ النفطي»، ولكن هذا كان غير مستقر للغاية وصعب التعامل معه، كما يتضح في العديد من الكوارث. تم تدمير مباني مصنع كروميل مرتين.
في أبريل 1866، تم شحن ثلاثة صناديق من النتروجليسرين إلى كاليفورنيا لسكة الحديد المركزية في المحيط الهادئ، والتي خططت لتجربتها على شكل متفجرات متفجرة للإسراع في تشييد نفق القمة الممتد بطول 1,659 قدم (506 م) عبر جبال سييرا نيفادا. وانفجرت إحدى الصناديق، فدمرت مكتب شركة وييلز فارقو في سان فرانسيسكو وأسفرت عن مقتل 15 شخصًا. هذا أدى إلى حظر كامل على نقل النتروجليسرين السائل في ولاية كاليفورنيا. لذلك كان من المطلوب تصنيع النتروجليسرين في الموقع من أجل الحفر والتفجير الصخري المتبقي المطلوب لإكمال أول خط سكة حديد عبر القارات في أمريكا الشمالية.
تم حظر النتروجليسرين السائل على نطاق واسع في أماكن أخرى كذلك، وأدت هذه القيود القانونية إلى ألفريد نوبل وديناميته النامية في عام 1867. تم ذلك عن طريق خلط النتروجليسرين مع دياتومي الأرض ("kieselgur" بالألمانية) الموجودة في تلال كروميل. تم تكوين مخاليط مماثلة، مثل «الثنائي» (1867)، «الليتوفريسر» (1869)، و«هلامينيتي» (1875)، عن طريق خلط النتروجليسرين مع مواد ماصة خاملة أخرى، وحاولت شركات أخرى تجميع العديد من المجموعات في محاولات للتجول نوبل براءات الاختراع بإحكام للديناميت.
تُعرف مخاليط الديناميت التي تحتوي على النيتروسليلوز، والتي تزيد من لزوجة الخلطة، باسم «الجيلاتين».
بعد اكتشاف أن آمل النتريت ساعد على تخفيف آلام الصدر، جرب الدكتور ويليام موريل استخدام النتروجليسرين للتخفيف من الذبحة الصدرية وتقليل ضغط الدم. بدأ علاج مرضاه بجرعات صغيرة مخففة من النتروجليسرين في عام 1878، وسرعان ما اعتمد هذا العلاج على نطاق واسع بعد أن نشر موريل نتائجه في مجلة ذي لانست في عام 1879. قبل بضعة أشهر من وفاته في عام 1896، وصف ألفريد نوبل النتروجليسرين لحالة القلب هذه، وكتب إلى أحد الأصدقاء: «أليس من مفارقات القدر أنني قد وصفت نيتروسليسرين، أن تؤخذ داخليا! يسمونها ترينيترين، حتى لا تخيف الكيميائي والجمهور». استخدمت المؤسسة الطبية أيضًا اسم «غليسيريل ترينيتراتي» لنفس السبب.

### معدلات الإنتاج في زمن الحرب
تم تصنيع كميات كبيرة من النتروجليسرين خلال الحرب العالمية الأولى والحرب العالمية الثانية لاستخدامها كوقود للدفاع العسكري وفي الأعمال الهندسية العسكرية. خلال الحرب العالمية الأولى، أنتج مصنع HM، غريتنا، أكبر مصنع للوقود في بريطانيا، حوالي 800 طن من RDB في الأسبوع. يتطلب هذا المبلغ ما لا يقل عن 336 طنا من النتروجليسرين في الأسبوع (على افتراض عدم وجود خسائر في الإنتاج). كان للبحرية الملكية مصنع خاص بها في مصنع رويال كورد كورديت، هولتون هيث في دورست، إنجلترا. كما تم بناء مصنع كبير للكركت في كندا خلال الحرب العالمية الأولى. تم تصميم المصنع الكندي للمتفجرات المحدودة في نوبل، أونتاريو، لإنتاج 1500000 رطل (680 طن) من الكريتايت في الشهر، مما يتطلب حوالي 286 طن من النتروجليسرين في الشهر.

## عدم الاستقرارية و إزالة التحسسية
في شكله النقي، يكون النتروجليسرين عبارة عن مادة متفجرة، مع صدمة مادية تتسبب في انفجارها، وتتحلل بمرور الوقت حتى أكثر الأشكال غير المستقرة. وهذا يجعل النتروجليسرين خطيراً للغاية على النقل أو الاستخدام. في شكلها غير المخفف، هي واحدة من أقوى المتفجرات في العالم، مقارنة مع RDX و PETN الأكثر تطورًا في الآونة الأخيرة.
في وقت مبكر من تاريخها، تم اكتشاف أن النتروجليسرين السائل يمكن «إزالة الحساسية» عن طريق تبريده إلى حوالي 5 إلى 10 درجة مئوية (40 إلى 50 درجة فهرنهايت). في درجة الحرارة هذه يتجمد النتروجليسرين، والتعاقد عند التصلب. يمكن أن يكون ذوبان الجليد شديد الحساسية، خاصة إذا كانت الشوائب موجودة أو كان الاحترار سريعًا جدًا. من الممكن كيميائياً «إزالة حساسية» النتروجليسرين إلى نقطة يمكن اعتبارها تقريباً «آمنة» كمتفجرات شديدة الحديثة، مثل إضافة ما يقرب من 10% إلى 30% من الإيثانول، الأسيتون،  أو الدينتروتولوين. (تتفاوت النسبة مع عامل إزالة الحساسية المستخدم.) يتطلب إزالة التحسس جهدًا إضافيًا لإعادة تكوين المنتج «النقي». وإذا فشلنا في ذلك، فلا بد من افتراض أن النتروجليسرين المزعزع من العيوب هو أصعب بكثير في التفجير، مما يجعله عديم الفائدة كمتفجر للتطبيق العملي.
مشكلة خطيرة في استخدام نتائج النتروجليسرين من نقطة التجمد العالية 13 درجة مئوية (55 درجة فهرنهايت). النتروغليسرين الصلب أقل حساسية للصدمة من السوائل، وهي سمة شائعة في المتفجرات. في الماضي، كان النتروجلسرين في كثير من الأحيان يتم شحنه في الحالة المتجمدة، ولكن هذا أدى إلى عدد كبير من الحوادث خلال عملية الذوبان قبل استخدامها مباشرة. يتم التغلب على هذا العيب عن طريق استخدام خليط من النتروجليسرين مع بولينيترات أخرى. على سبيل المثال، يتجمد خليط من النتروجليسرين وإيثيلين جليكول ثنائي النترات عند −29 درجة مئوية (−20 درجة فهرنهايت).

## التفجير
من المؤكد أن النتروجليسرين وأي مادة مخففة يمكن أن تنفجر (مثل الحرق). تنبع القوة التفجيرية للنيتروجلسرين من التفجير: الطاقة الناتجة من التحلل الأولي تسبب موجة ضغط قوية تنفجر الوقود المحيط. هذه هي موجة الصدمة الذاتية التي تنتشر من خلال وسط المتفجرة في 30 مرة من سرعة الصوت كتحلل شبه فوري للضغط من الوقود إلى غاز أبيض حار. إن تفجير النتروجليسرين يولد غازات تشغل أكثر من 1200 مرة من الحجم الأصلي عند درجة حرارة الغرفة العادية والضغط. الحرارة المحررة ترفع درجة الحرارة إلى حوالي 5000 درجة مئوية (9000 درجة فهرنهايت).وهذا يختلف اختلافاً كلياً عن الهزائم، التي تعتمد فقط على الوقود المتاح بغض النظر عن الضغط أو الصدمة. وينتج عن التحلل نسبة أعلى بكثير من الطاقة إلى جزيئات الغاز التي تم إطلاقها مقارنة بالمتفجرات الأخرى، مما يجعلها واحدة من أكثر المواد المتفجرة سخونة.

## التصنيع
يمكن أن تنتج النتروجليسرين عن طريق النترات الحمضية المحضرة  من الجلسرين (الغليسيرين).

Nitroglycerine synthesis:

غالباً ما تتفاعل عملية التصنيع الصناعي بالغليسيرول مع خليط تقريباً 1: 1 من حامض الكبريتيك المركز وحامض النيتريك المركز. يمكن إنتاج ذلك عن طريق خلط حمض النيتريك المدخن الأبيض - وهو حمض نيتريك نقي باهظ التكاليف، حيث تمت إزالة أكاسيد النيتروجين، على عكس حمض النيتريك المدخن الأحمر، الذي يحتوي على أكاسيد النيتروجين - وحامض الكبريتيك المركز. وفي أغلب الأحيان، يتحقق هذا الخليط بالطريقة الأرخص لمزج غمر حمض الكبريتيك، والمعروف أيضًا باسم أوليوم - حامض الكبريتيك الذي يحتوي على ثالث أكسيد الكبريت الزائد - وحمض النيتريك الأيزوتروبي (يتكون من حوالي 70% من حمض النيتريك، والباقي عبارة عن ماء).
ينتج حامض الكبريتيك أنواع حامض النيتريك البروتيني، والتي يتم مهاجمتها بواسطة ذرات الأكسجين النوكليوفيليية في الغليسيرول. وبالتالي يتم إضافة مجموعة نيترو كمادة استر C-O-NO2 ويتم إنتاج الماء. هذا يختلف عن رد فعل استبدال العطرية الالكتروفيلية في أيونات النيترونيوم هي الالكتروفيل.
ينتج عن إضافة الغليسيرول تفاعل طارد للحرارة (أي أن الحرارة منتجة)، كالمعتاد في النترات ذات الأحماض المختلطة. إذا أصبح الخليط ساخناً جداً، فإنه يؤدي إلى تفاعل سريع، حالة من النتررة المتسارعة مصحوبة بالأكسدة المدمرة للمواد العضوية بواسطة حمض النيتريك الساخن وإطلاق غاز ثاني أكسيد النيتروجين السام المعرضين لخطر الانفجار. وهكذا، يضاف الخليط الغليسيري ببطء إلى وعاء التفاعل المحتوي على الحمض المختلط (وليس الحامض إلى الغليسرين). يتم تبريد النيتروجين بالماء البارد أو بمزيج من سائل التبريد الآخر ويتم الاحتفاظ به في جميع أنحاء إضافة الجلسرين عند حوالي 22 درجة مئوية (72 درجة فهرنهايت)، وهو ما يقل كثيرًا عن الأسترة ببطء شديد ليكون مفيدًا. إن وعاء الآزوت، الذي غالباً ما يكون مصنوعاً من الحديد أو الرصاص ويتم تحريكه عموماً بالهواء المضغوط، له باب مصيدة طوارئ عند قاعدته، والتي تتدلى فوق مجموعة كبيرة من المياه الباردة جداً والتي يمكن أن يكون فيها خليط التفاعل الكامل (يسمى الشحنة) ملقاة لمنع الانفجار، وهي عملية يشار إليها باسم الغرق. إذا تجاوزت درجة الحرارة للشحنة حوالي 30 درجة مئویة (86 درجة فھرنھایت) (تنخفض القیمة الفعلیة بحسب البلد) أو تظھر أبخرة بنیة في تھویة نیترتور، فیتم غرقھا فوراً.

## الاستخدام كمواد متفجرة وكوقود
المقالات الرئيسية: الديناميت، القذائف، كوردايت، والمسحوق الذي لا يدخن، و جلجنايت

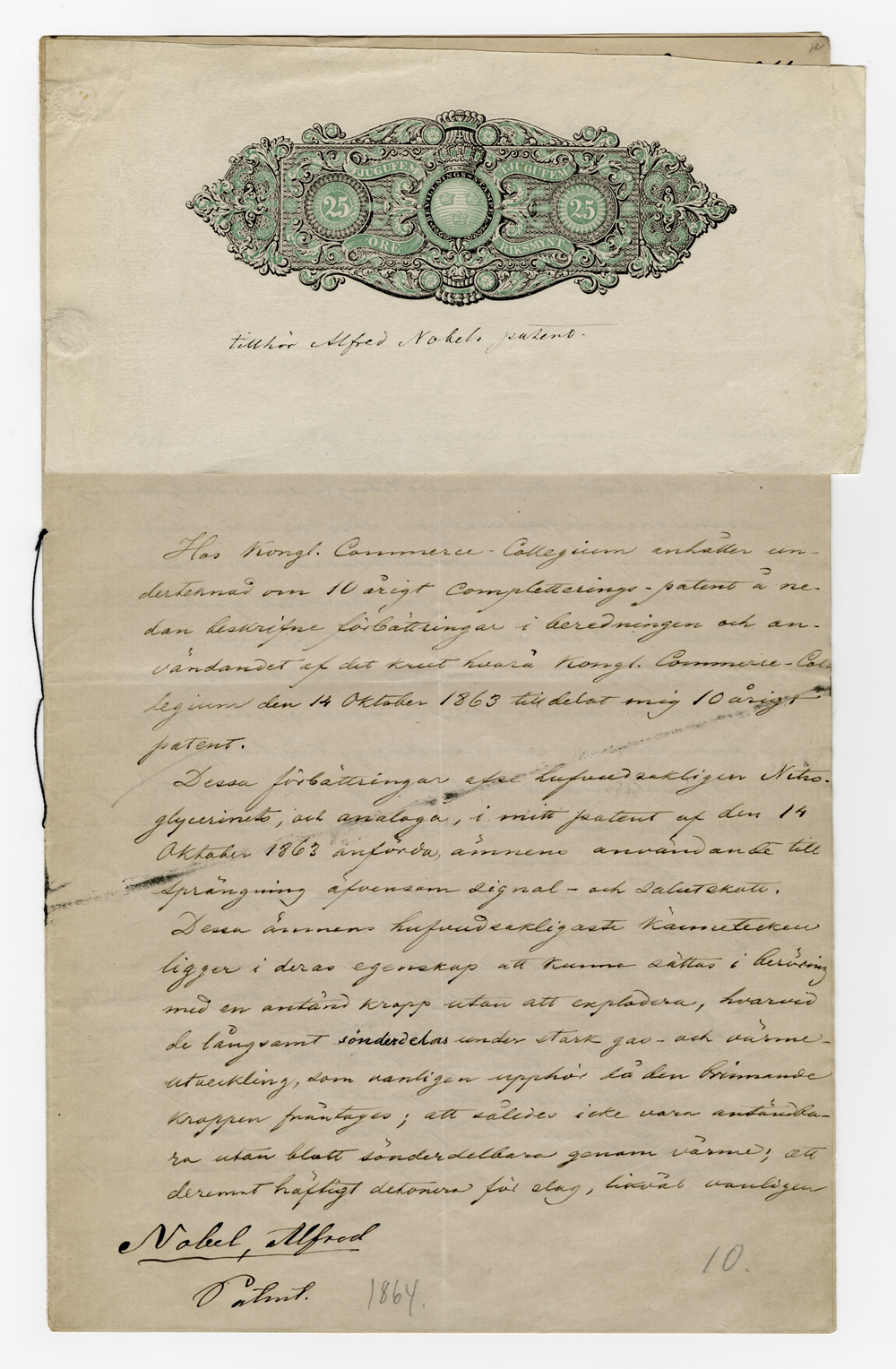
ألفرد نوبل's patent application from 1864

الاستخدام الرئيسي للنيتروجلسرين، بواسطة الحمولة، هو في المتفجرات مثل الديناميت والوقود.
النتروجليسرين هو سائل زيتي قد ينفجر عندما يتعرض للحرارة أو الصدمة أو اللهب.
طور الفريد نوبل استخدام النتروجليسرين كمتفجر متفجر عن طريق خلط النتروجليسرين مع مواد ماصة خاملة، وخاصة "kieselguhr"، أو تراب دياتومي. أطلق على هذا الديناميت المتفجر وحازه على براءة اختراع في عام 1867. تم توفيره للاستخدام في شكل عصي، ملفوفة بشكل فردي في ورقة مضادة للماء مدهون. تم اعتماد الديناميت والمتفجرات المماثلة على نطاق واسع لمهام الهندسة المدنية، مثل حفر الطرق السريعة وأنفاق السكك الحديدية، والتعدين، لإزالة الأراضي الزراعية من جذوع الأشجار، في المحاجر، وفي أعمال الهدم. وبالمثل، استخدم المهندسون العسكريون الديناميت لأعمال البناء والهدم.
كما استخدم النتروجليسرين كعنصر في الدواسر العسكرية لاستخدامها في الأسلحة النارية.
وقد استخدم النتروجليسرين بالتزامن مع التكسير الهيدروليكي، وهي عملية تستخدم لاستعادة النفط والغاز من تشكيلات الصخر الزيتي. تتضمن التقنية تشريح النتروجليسرين وتفجيره في أنظمة كسر مستحث طبيعيًا أو هيدروليكيًا، أو تشريح النتروجليسرين وتفجيره في كسور مستحثة هيدروليًا يليها طلقات حفرة البئر باستخدام مادة تي إن تي المُكَربوبة.
يتمتع النتروجليسرين بميزة على بعض المواد شديدة الانفجار الأخرى، حيث لا ينتج دخان مرئي عند التفجير. لذلك، من المفيد كعنصر في صياغة أنواع مختلفة من «مسحوق دخاني».
وقد أدت حساسيته إلى الحد من فائدة النتروجليسرين كمتفجرات عسكرية، كما استبدلت المتفجرات الأقل حساسية مثل TNT و RDX و HMX إلى حد كبير في الذخيرة. يبقى مهمًا في الهندسة العسكرية، ولا يزال مهندسو القتال يستخدمون الديناميت.
ثم قام ألفريد نوبل بتطوير البالستيت، عن طريق الجمع بين النتروجليسرين والجونكوتون. حصل على براءة اختراع في عام 1887. اعتمد باليستايت من قبل عدد من الحكومات الأوروبية، كدواسر عسكري. كانت إيطاليا أول من اعتمدها. اعتمدت الحكومة البريطانية وحكومات الكومنولث الكوردايت بدلاً من ذلك، والتي طورها السير فريدريك ابيل والسير جيمس ديوار من المملكة المتحدة في عام 1889. وكان كورديت ماك الأصلي يتكون من 58% من النتروجليسرين و 37% من الجلكون و 5.0% من الفازلين. تم تصنيع كل من البالستايت والكالسيت في أشكال من الحبال.
تم تطوير المساحيق التي لا تدخن في الأصل باستخدام النيتروسليلوز كمكون متفجر وحيد. لذلك، كانت تعرف باسم الوقود الدفعي قاعدة واحدة. كما تم تطوير مجموعة من المساحيق التي لا تحتوي على دخان والتي تحتوي على كل من النيتروسليلوز والنتروجليسرين، والمعروفة باسم الدواسر المزدوج القاعدة. تم تزويد المساحيق التي لا يدخن في الأصل فقط للاستخدام العسكري، ولكن سرعان ما تم تطويرها للاستخدام المدني وتم تبنيها بسرعة للألعاب الرياضية. تُعرف بعض المساحيق الرياضية. يحتوي الوقود الدفعي الثلاثي على النيتروسليلوز والنيتروجلسرين ونتروجوانيدين، لكن يتم حجزه بشكل أساسي لجولات الذخيرة عالية الجودة كتلك المستخدمة في مدافع الدبابات والمدفعية البحرية.
وقد اخترع نوبل في عام 1875 الجيلاتين المفعم بالنار، المعروف أيضًا باسم الجلجنيت، باستخدام النتروجليسرين، ولب الخشب، ونترات الصوديوم أو البوتاسيوم. كان هذا انفجارًا مبكرًا منخفض التكلفة ومرنًا.

## الاستخدام الطبي
ينتمي النتروجليسرين إلى مجموعة من الأدوية تسمى النترات، والتي تتضمن العديد من النترات الأخرى مثل ثنائي النترات إيزوسوربيد (Isordil) وأحادي نيترات الإيزوسوربيد(Imdur، Ismo، Monoket) هذه العوامل جميعها تمارس تأثيرها من خلال تحويلها إلى أكسيد النيتريك في الجسم عن طريق داي هيدروجينيز الميتوكوندريا، وأكسيد النيتريك هو موسع طبيعي قوي.
في الطب، يستخدم النتروجليسرين كدواء للذبحة الصدرية، وهي أعراض مؤلمة لأمراض القلب الإقفارية الناجمة عن عدم كفاية تدفق الدم والأكسجين إلى القلب وكعامل خافض قوي للضغط. يقوم النتروجليسرين بتصحيح الخلل بين تدفق الأكسجين والدم إلى القلب. عند الجرعات المنخفضة، يقوم النتروجليسرين بتوسيع الأوردة أكثر من الشرايين، وبالتالي تقليل الحمل المسبق (حجم الدم في القلب بعد الملء)؛ يعتقد أن هذا هو آليته الأساسية للعمل. من خلال تقليل التحميل المسبق، فإن القلب يحتوي على كمية أقل من الدم اللازم لضخها مما يقلل من الحاجة إلى الأكسجين لأن القلب لا يحتاج إلى العمل بجد. بالإضافة إلى ذلك، فإن تقليل التحميل المسبق الأصغر يقلل من الضغط البطني للضغط (الضغط الممارس على جدران القلب)، مما يقلل من ضغط شرايين القلب للسماح لمزيد من الدم بالتدفق عبر القلب. عند الجرعات العالية، فإنه يعمل أيضًا على توسع الشرايين، وبالتالي تقليل الحمولة الزائدة (تقليل الضغط الذي يجب على القلب ضخه). يؤدي تحسن الطلب على الأكسجين في عضلة القلب مقابل نسبة توصيل الأكسجين إلى التأثيرات العلاجية التالية خلال نوبات الذبحة الصدرية: إنقاص ألم الصدر، وانخفاض ضغط الدم، وزيادة معدل ضربات القلب، وانخفاض ضغط الدم الانتصابي. يمكن للمرضى الذين يعانون من الذبحة الصدرية عند القيام ببعض الأنشطة البدنية في كثير من الأحيان منع الأعراض عن طريق تناول النتروجليسرين قبل 5 إلى 10 دقائق من النشاط. الجرعة الزائدة قد تولد ميثيموغلوبين الدم.
]
```
النتروجليسرين متوفر في أقراص، مرهم، محلول في الوريد، رقعات عبر الجلد، أو بخاخات تدار تحت اللسان. تستمر بعض أشكال النتروجليسرين في الجسم لفترة أطول من غيرها. وقد تبين أن التعرض المستمر للنترات يمكن أن يتسبب في توقف الجسم عن الاستجابة بشكل طبيعي لهذا الدواء. يوصي الخبراء بإزالة البقع في الليل، مما يسمح للجسم بضع ساعات لاستعادة استجابته للنترات. يمكن استخدام مستحضرات النتروجليسرين ذات المفعول القصير عدة مرات في اليوم مع تقليل مخاطر تطوير التعود.
[
24
]
 استخدم نيتروجليسيرين لأول مرة من قبل ويليام موريل لعلاج نوبات الذبحة الصدرية في عام 1878، مع نشر الاكتشاف في نفس العام.
[
13
]
[
25
]
```

## التعرض الصناعي
يمكن أن يسبب التعرض النادر لجرعات عالية من النتروجليسرين صداع شديد يعرف باسم «الرأس NG» أو «رأس الدوي». يمكن أن يكون هذا الصداع شديدًا بما يكفي لتعجيز بعض الأشخاص؛ ومع ذلك، يتطور البشر إلى التعود والاعتماد على النتروجليسرين بعد التعرض الطويل الأجل. الانسحاب يمكن أن يكون (قاتلاً) مميتًا؛ تشمل أعراض الانسحاب آلام في الصدر ومشاكل في القلب، وإذا كان غير مقبول يمكن علاجها بإعادة التعرض للنيتروجلسرين أو أي نترات عضوية مناسبة أخرى.
بالنسبة للعمال في منشآت التصنيع بالنيتروجلسرين (NTG)، تتضمن تأثيرات الانسحاب في بعض الأحيان «هجمات القلب الأحدية» في أولئك الذين يعانون من التعرض النتروجليسيرين المنتظم في مكان العمل، مما يؤدي إلى تطوير التسامح من أجل التأثيرات العنصرية. خلال عطلة نهاية الأسبوع، يفقد العمال التسامح، وعندما يعادون الكشف عنهم يوم الاثنين، ينتج توسع الأوعية الحادّ سرعة في القلب، والدوخة، والصداع، ويشار إلى ذلك باسم «مرض الاثنين».
يمكن أن يتعرض الناس للنيتروجليسرين في مكان العمل عن طريق التنفس أو امتصاص الجلد أو ابتلاعه أو ملامسة العين. حددت إدارة السلامة والصحة المهنية (OSHA) الحد القانوني (حد التعرض المسموح به) لتعرض النتروجليسرين في مكان العمل بمقدار 0.2 جزء في المليون (2 ملغم / م 3) من تعرض الجلد لأكثر من 8 ساعات عمل. وضع المعهد الوطني للسلامة والصحة المهنيتين (NIOSH) حد التعرض الموصى به (REL) من التعرض لجلد 0.1 ملغم / م 2 خلال يوم عمل لمدة 8 ساعات. عند مستويات 75 ملغم / م 3، يكون النتروجليسرين خطراً على الحياة والصحة على الفور.

## اقرأ ايضا
- مولد ضغط التدفق يضخ بمتفجر